# Maritza Montero
Maritza Montero (11 de noviembre de 1939-23 de julio de 2025, Venezuela) fue una psicóloga social, académica e investigadora venezolana reconocida por sus aportes en el área de la psicología comunitaria. Su obra es considerada fundacional para el desarrollo de la Psicología Social Comunitaria en América Latina.

## Formación Académica
La Dra. Maritza Montero, es abogada (graduada en 1962), Licenciada en Psicología por la Universidad Central de Venezuela, Magíster en Psicología por la Universidad Simón Bolívar y Dra. en Sociología por la Escuela de Altos Estudios en Ciencias Sociales de la Universidad de París.

## Carrera
Durante su carrera dictó clases en la Escuela de Psicología de la Universidad Central de Venezuela y se dedicó a la investigación en Psicología comunitaria, siendo pionera de la metodología Investigación-Acción-Participativa que se estaba gestando en América Latina y estudiando el fenómeno de la Polarización política, además de desempeñarse como editora asociada del American Journal of Community Psychology. 
En su obra, Maritza aboga por una Psicología Crítica, comprometida con las grandes mayorías y rechazando el principio de neutralidad científica en favor de la transformación social. Este compromiso le llevó a contribuir y formar parte de las corrientes críticas que se gestaron en las ciencias sociales durante el siglo anterior en América Latina. Su obra ha influenciado el trabajo de otros psicólogos latinoamericanos como Ignacio Martín-Baró, Irma Serrano, Esther Wiesenfeld, Fernando Giuliani, Enrique Pichon Riviere, entre otros.
Entre los años 1999 y 2005 dirigió un posgrado en Psicología Clínica Comunitaria en la Universidad Católica Andrés Bello.

## Contribuciones a la psicología social y comunitaria
La contribución de Maritza Montero a la psicología comunitaria ha sido significativa, se destaca por varios aspectos:
1. Fundadora de la psicología social comunitaria latinoamericana: Maritza Montero es considerada una de las fundadoras de la psicología social comunitaria en Latinoamérica, y ha sido una de las figuras más importantes en su desarrollo y consolidación en la región.
2. Investigación-acción participativa: ha sido pionera en la aplicación de la metodología de investigación-acción participativa en la psicología comunitaria, la cual involucra la participación activa de las comunidades en el diseño, implementación y evaluación de proyectos y programas sociales.
3. Enfoque crítico y transformador: La obra de Montero se caracteriza por un enfoque crítico y transformador que busca cuestionar y superar las relaciones de poder y las desigualdades sociales que generan los problemas que se abordan en la psicología comunitaria.
4. Empoderamiento y participación comunitaria: Uno de los principales énfasis de la obra de Montero es la promoción del empoderamiento y la participación activa de las comunidades en la identificación y resolución de sus propios problemas sociales.
5. Formación de investigadores y profesionales: Maritza Montero ha formado a varias generaciones de investigadores y profesionales en psicología comunitaria en América Latina, y ha sido una figura clave en la creación y consolidación de redes y asociaciones de psicología social comunitaria en la región.

## Honores y premios
Maritza Montero ha sido reconocida por su destacada labor en el campo de la psicología social y comunitaria, recibiendo numerosas distinciones y premios a lo largo de su carrera.
- Premio a la Investigación Científica. Área Humanidades, APUCV 1985
- Premio "Francisco De Venanzi". Área Humanidades. APIU. 1993
- Premio Interamericano de Psicología 1995, otorgado por la Sociedad Interamericana de Psicología y, en el año 2000, el Premio Nacional de Ciencias mención Ciencias Sociales de Venezuela.[5]
- Premio Nacional a la investigación en Psicología, 1997. Federación de Psicólogos de Venezuela
- Profesor Meritorio nivel I. Comisión nacional del sistema para el reconocimiento de méritos a los profesores de las universidades nacionales. 1998
- Premio Nacional de Ciencias, Mención en Ciencias Sociales 2000, otorgado por el Consejo Nacional de Investigaciones Científicas y Tecnológicas (CONICIT)
- Distinción académica en mérito a trayectoria intelectual y aporte a la psicología latinoamericana otorgada por Dirección de Post Grado de la Universidad Nacional Mayor de San Marcos
- Reconocimiento a la labor científica y contribución a la Psicología Social Comunitaria y Psicología de la Salud en Latinoamérica otorgado por el Foro Peruano de Psicología Social (2003)

## Publicaciones

### Obras completas
- Notas de investigación documental (1970), Universidad Central de Venezuela, Ediciones de la Biblioteca, Co-autoría Elena Hochman y Maritza Montero
- Notas de investigación documental (1972), 2.ª edición, Universidad Central de Venezuela, Ediciones de la Biblioteca, Co-autoría Elena Hochman y Maritza Montero
- Caracter y Ambiente (1974), Editorial Grijalbo
- Técnicas de investigación documental (1978), Editorial Trillas, Co-autoría Elena Hochman y Maritza Montero
- Técnicas de investigación documental (1979), 6.ª Edición, Editorial Trillas, Co-autoría Elena Hochman y Maritza Montero
- Ideología, alienación e identidad nacional: una aproximación psicosocial al ser venezolano (1984), Universidad Central de Venezuela, Ediciones de la Biblioteca
- Investigación documental (1986), Editorial Panapo, Co-autoría Elena Hochman y Maritza Montero
- Psicología política latinoamericana (1987), Editorial Grijalbo
- Acción y discurso: problemas de psicología política en América Latina (1991), EDUVEN
- Construcción y crítica de la psicología social (1994), Universidad Central de Venezuela, Ediciones de la Biblioteca - Anthropos Editorial del Hombre, ISBN 84-7658-433-4
- Psicología Social Comunitaria: Teoría, Método y Experiencia (1994), Universidad de Guadalajara
- Psicología de la acción política (1995), Editorial Paidos Mexicana, Co-autoría Maritza Montero y Virginia García Beaudoux
- Modelos de psicología comunitaria para la promoción de la salud y prevención de enfermedades en las Américas (2001), Organización Panamericana de la Salud, Co-autoría con otros autores
- Community Psychology in Latin America: Basic Concepts and Illustrative Applications (1998), John Wiley
- Introducción a la Psicología comunitaria (2004), Editorial Paidós, ISBN 950-12-4523-3
- Investigación documental (2005), 3.ª edición, Editorial Panapo, Co-autoría Elena Hochman y Maritza Montero
- Teoría y práctica de la psicología comunitaria: La tensión entre comunidad y sociedad (2003), Editorial Paidós, ISBN 950-12-4518-7
- Hacer para transformar (2006), Editorial Paidós, ISBN 950-12-4535-7
- Grupos focales (2009), AVEPSO

### Colaboraciones en obras colectivas
- "La comunidad como objetivo y sujeto de la acción social", Psicología comunitaria: fundamentos y aplicaciones, Antonio Martín González (Editor), 1998, ISBN 84-7738-590-4, Pág. 211-222
- "El trabajo psicosocial comunitario como vía para la transformación e inclusión social", Exclusión e intervención social: Conferencias pronunciadas en el Centre Cultural Bancaixa, 1997, ISBN 84-88715-99-4, Pág. 103-120